# Neuer Deutscher Verlag
Der Neue Deutsche Verlag (NDV) war ein 1913 von Felix Halle gegründeter Berliner Verlag, der nach dem 1923 erfolgten Übergang an Willi Münzenberg sich zum Kernstück des Firmengeflechts der Internationalen Arbeiterhilfe (IAH) entwickelte. Der Verlag hatte seinen Sitz zunächst im IAH-Büro Unter den Linden 11, zog später um in die Wilhelmstraße 48 und beschäftigte 1929 über die Stadt verteilt 50 Personen. Nach der Machtübernahme durch die Nationalsozialisten 1933 setzte Münzenberg von Paris aus bis 1937 mit den Éditions du Carrefour seine verlegerische Arbeit fort.

## Schwergewicht auf Zeitschriften
Münzenbergs Einstieg beim Neuen Deutschen Verlag – er erhielt ihn nach Angabe der zur Verlagsleiterin ernannten Babette Gross unentgeltlich – diente zunächst dem Zweck, die Illustrierte „Sichel und Hammer“ (bald umbenannt in „Arbeiter Illustrierte Zeitung“ bzw. „AIZ“) in einem privaten, nicht organisationsgebundenen Verlag erscheinen zu lassen. Nach dem Hamburger Aufstand waren 1923 die Kommunistische Partei Deutschlands (KPD) und ihre Presse verboten worden, ein folgendes Verbot von Organen wie jener der IAH lag nahe. Zudem wollte die Kommunistische Internationale in Anbetracht des bei Teilen der Arbeiterklasse zunehmenden Zuspruchs für faschistische Ideologie gerade hier eine Einflussmöglichkeit gewinnen, auch über die Parteigrenze hinweg. Erst im Lauf des Jahres 1924 entwickelte sich eine Buchabteilung im NDV, jedoch ohne direkten Bezug zur IAH.
Leitgedanke war beim folgenden Ausbau der publizistischen Unternehmungen die Fortsetzung der während der Kampagne zur Fürstenenteignung zustande gebrachten politischen Mobilisierung der Bevölkerung. Hauptmittel waren hierfür beim „NDV“ Zeitschriften, außer der „AIZ“ waren dies „Der Arbeiterfotograf“, der „Eulenspiegel“ und „Der Weg der Frau“. Den Vertrieb hatte man übernommen für „Literatur und Weltrevolution“, „Internationale Literatur“ und vorübergehend „Das neue Rußland“.

## Bücher für eine verarmende Käuferschicht

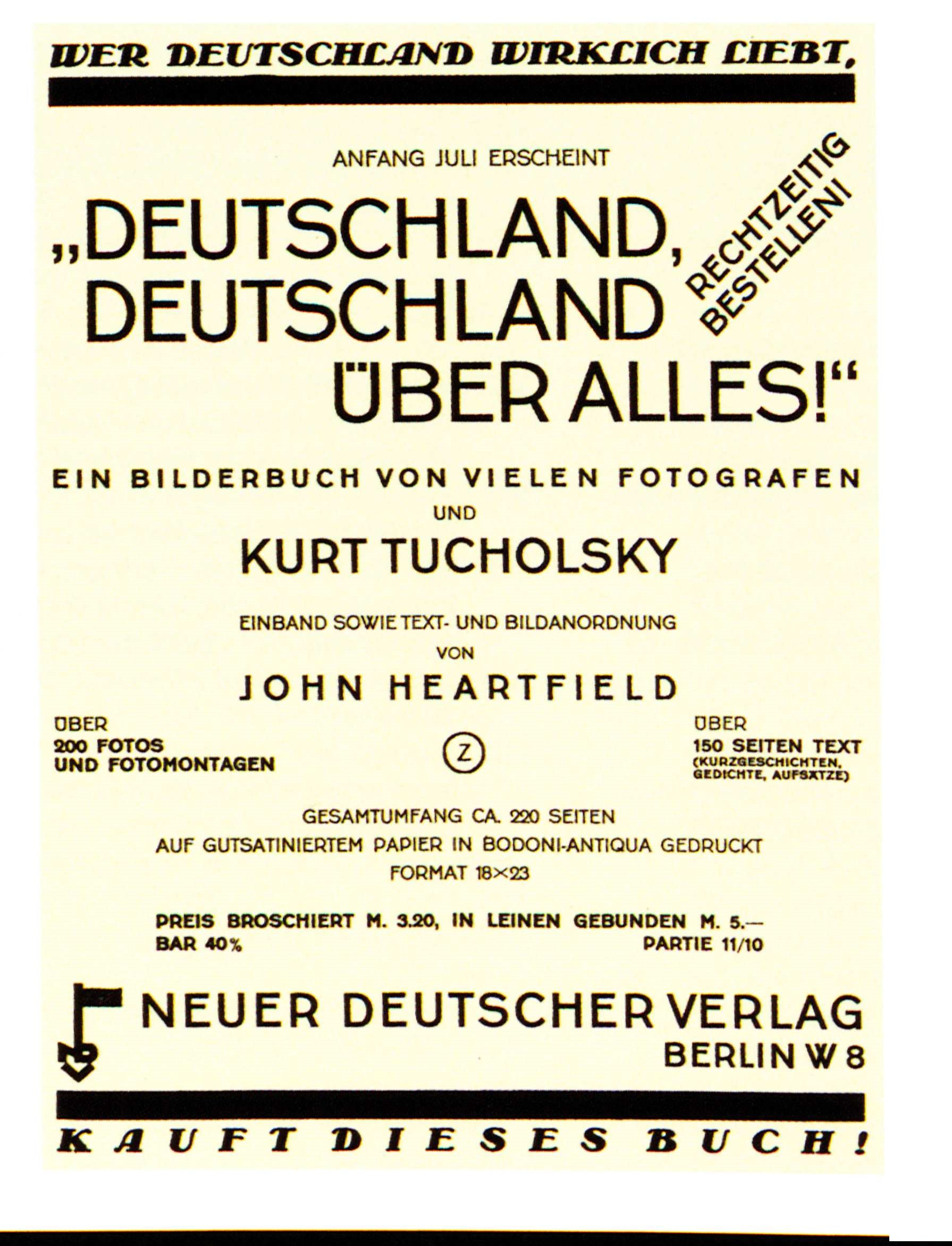
Verlagsanzeige 1929

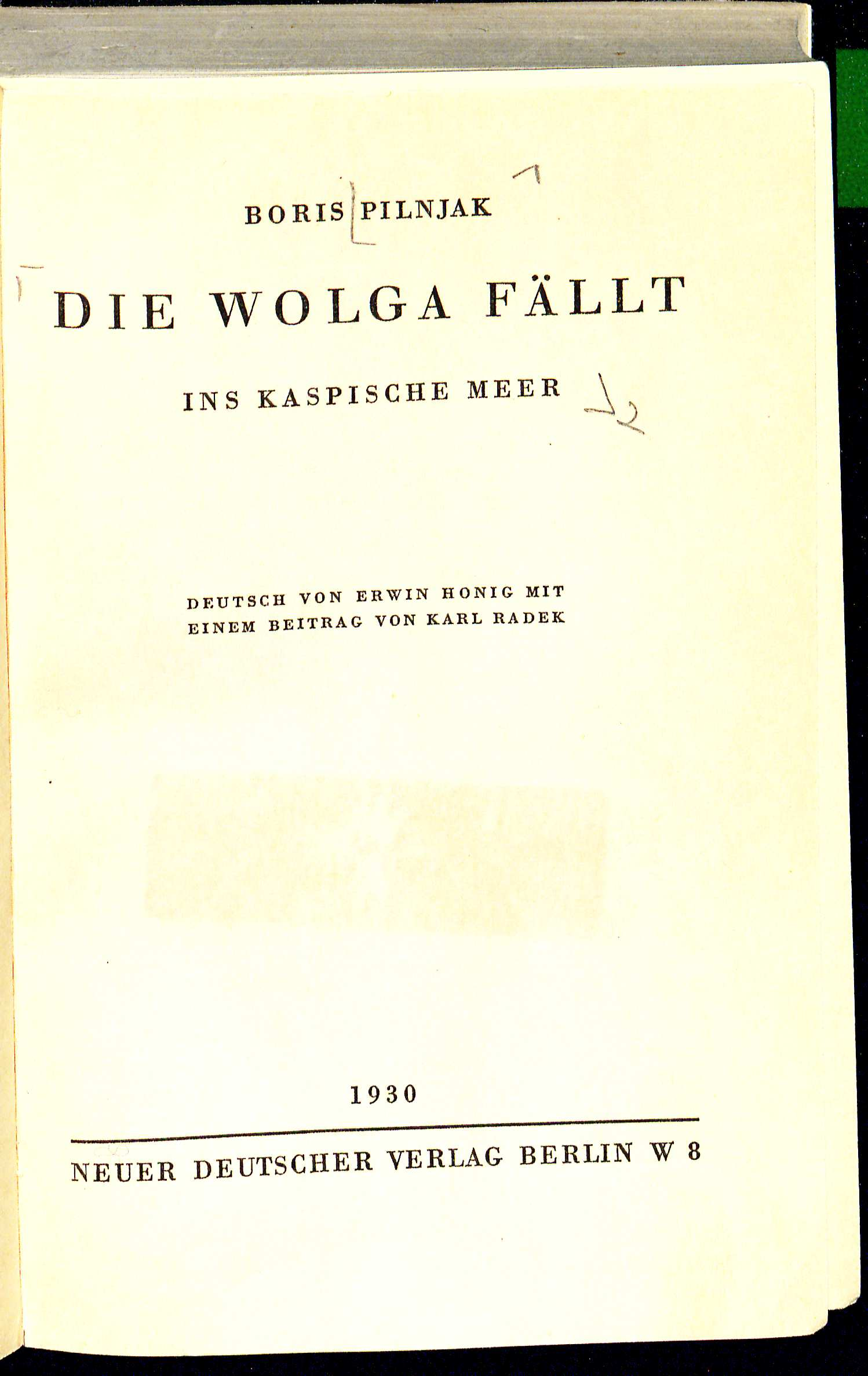
Boris Pilnjak: Die Wolga fällt ins Kaspische Meer, Übersetzung 1930

Die Idee einer Bolschewisierung verlangte der Komintern ein stärkeres Auftreten ab, gegenüber dem literarischen Einfluss des Bürgertums auf die Arbeiterklasse, die leichter an die theoretischen Hauptwerke des Marxismus und Leninismus kommen sollte. Hierfür gab es kommunistische Parteiverlage, darunter mit dem „Internationalen Arbeiter-Verlag“ den Hauptverlag der KPD, und umgebende Verlage, die nicht alle Gesichtspunkte des politischen Kampfes aufgriffen, so der „Malik-Verlag“, der „Agis-Verlag“ und der aus der IAH-Massenagitation stammende „NDV“. Hier durfte auch gedruckt werden, was, wie Kurt Tucholskys Deutschland, Deutschland über alles, nach Meinung des Leiters der Buchabteilung, Hans Holm, „kein kommunistisches Buch“ war. 12.000 Exemplare verkaufte man in zehn Tagen, eine Bestätigung des Konzepts, auch solche Autoren zu berücksichtigen, die aus der Sicht der KPD nur „Mitläufer“ waren.
Aber das Geschäft des „NDV“ bestand vorrangig darin, mit vielfältiger Broschürenliteratur den Tagesaufgaben und Kampagnen der IAH zu dienen und die Entwicklung der Sowjetunion zu propagieren – dies mit einer Riege von Autoren, die sich unter Umständen beim Broterwerb mit dem Kapitalismus arrangierten, um zeitweise die Linie des Verlags unterstützen zu können. Zumindest in politischer Hinsicht waren mit den Broschüren beträchtliche Erfolge zu erzielen. Von wenig Erfolg gekrönt war hingegen der Versuch, einen Angriff auf die damals vorherrschende Groschenliteratur mit Hilfe von „Polit-fictions“ zu unternehmen und eine massentaugliche neue Kolportageliteratur zu etablieren. Mehr Aufmerksamkeit fand die Reportageliteratur, Larissa Reissner war hier die herausragende Autorin. Auch von der neuen sowjetischen Romanliteratur druckte man jene „Mitläufer“, die sich Vorbehalte gegenüber den eingetretenen Verhältnissen erlaubten.
Ein anderes Feld bedienten die Wissenschaftlichen Elementarbücher, die dem Proletariat natur- und gesellschaftswissenschaftliche Themen leicht verständlich darbieten sollten. Tatsächlich eine Auflage von 35.000 Exemplaren erreichte mit ihren 591 Seiten die Illustrierte Geschichte der Russischen Revolution, die auch als Lieferungsausgabe in Form von 24 Heften bezogen werden konnte.

## Verschiedene Formen des Vertriebs
Ziel war es, alle deutschsprachigen Gebiete zu bedienen, wozu auch Zweigniederlassungen und Vertriebsstellen gegründet wurden. 1929 wurden Filialen in Zürich, Wien und Moskau ausgewiesen. Nach dem Februar 1933 lebte durch sie der Verlagsname fort. Drei Arten von Vertriebsweg nutzte der „NDV“:
- Ein Teil des Programms konnte über den bürgerlichen Buchhandel bezogen werden, nachdem der „NDV“ es mit langwierigen Anstrengungen geschafft hatte, Mitglied im Börsenverein des Deutschen Buchhandels zu werden. Keine Hindernisse gab es bei den Parteibuchhandlungen der KPD, hinzu kamen rund 50 sympathisierende Buchhandlungen, die teilweise unter Mitwirkung des „NDV“ oder der IAH entstanden waren.
- Direkt beliefert wurden Organisationen wie KPD, IAH, Rote Hilfe und „Liga gegen den Imperialismus“, die mit ihren Literaturobleuten für den Absatz sorgten. Auch die Austräger der „AIZ“ boten die Buch- und Broschürenproduktion des „NDV“ an.[8]
- Von Oktober 1926 an eröffnete außerdem die Buchgemeinschaft „Universum Bücherei für Alle“ einen in dieser Zeit als fortschrittlich betrachteten Weg des Vertriebs. Anders als im „NDV“ konnte hier auch die bürgerlich-kritische Literatur einen zentralen Platz einnehmen.

## Wunsch und Wirklichkeit
Von sozialdemokratischen Kritikern wurde mitunter der „Münzenberg-Kommunismus“ angeprangert –, gemeint waren solche Publikationen, in denen sich nichts von Marxismus entdecken ließ. Selbst die „Inprekorr“ übte 1932 Kritik und bemängelte das Fehlen einer Antikriegsliteratur seitens der Massenorganisationen. Rein rechnerisch las aber 1928 nur etwa ein Neuntel der Wähler eine kommunistische Zeitung und von den IAH-Mitgliedern waren 80 Prozent arbeitslos. Zudem machte die proletarisch-revolutionäre Literatur auf dem deutschen Literaturmarkt 1932 nur ein Prozent des Gesamtumsatzes aus, womit sich das generelle Anliegen des „NDV“, die Werke von Schriftstellern im Kampf gegen den Faschismus zu bündeln und damit unentschlossene Arbeiter und Kleinbürger zu erreichen, stark relativierte.

## Veröffentlichungen im NDV (Auswahl)
1920
- Michael Kaniowski: Verschwörer und Revolutionäre. Tagebuchaufzeichnungen
- G. G. L. Alexander: Kämpfende Frauen
- Leo Lania: Die Totengräber Deutschlands. Das Urteil im Hitlerprozess
- Alois Lindner: Abenteuerfahrten eines revolutionären Arbeiters

1925
- Wladimir Sarabianow: Neue oekonomische Politik. Privatkapital in Industrie und Handel der Union der S.S.R.
- Max Beer: England in der Umwälzung
- Hans Glaubauf: Russland. Offizieller Bericht der englischen Gewerkschaftsdelegation nach Russland und dem Kaukasus im November und Dezember 1924

1926
- Heinrich Graßhoff: Fünf Jahrhunderte Fürstenraub. Deutsche Fürsten im Spiegel der Geschichte
- Eduard Schiemann: Das Ende des Zarengeschlechts. Die letzte Tage der Romanows
- Larissa Reissner: Im Lande Hindenburgs. Eine Reise durch die deutsche Republik

1928
- Rudolf Fuchs: Aufruhr im Mansfelder Land. Ein Massendrama in 26 Szenen.
- Magnus Hirschfeld, Richard Linsert: Empfängnisverhütung. Mittel und Methoden
- Anna Louise Strong: China-Reise. Mit Borodin durch China und die Mongolei
- Lenin: Reden.
- Wilhelm Baumann: Die Achtundvierziger. Reden und Dokumente der europäischen Revolution 1848/1849

1929
- Richard Linsert (Hrsg.): Paragraph 297,3. «Unzucht zwischen Männern»? Ein Beitrag zur Strafgesetzreform.
- Otto Katz: Neun Männer im Eis. Dokumente einer Polartragödie
- Kurt Tucholsky: Deutschland, Deutschland über alles

1930
- Willi Münzenberg: Die dritte Front. Aufzeichnungen aus 15 Jahren proletarischer Jugendbewegung.
- Alexander Sergejewitsch Newerow: Taschkent, die brotreiche Stadt
- Aleksandr Serafimovic: Der eiserne Strom
- Otto Heller: Sibirien. Ein anderes Amerika
- Larissa Reissner: Oktober. Ausgewählte Schriften
- Karl Radek: Boris Pilnjaks Stellung in der sowjet-russischen Literatur.

1931
- Pariser Kommune 1871. Berichte und Dokumente von Zeitgenossen
- Andor Gábor: Spione und Saboteure vor dem Volksgericht in Moskau. Bericht über den Hochverratsprozess gegen Ramsin und Genossen vom 25. November bis 7. Dezember 1930 im Gewerkschaftshaus in Moskau

1932
- Gustav Regler: Wasser, Brot und blaue Bohnen